# Google Keep
Google Keep — безкоштовний сервіс, створений компанією Google у 2013 році, який призначений для створення і зберігання нотаток. Google Keep доступний у Google Play для Android-пристроїв і у Google Drive як інтернет-застосунок.

## Версії програми

### Вебверсія
- Порівнюючи з іншими програмами, Google Keep має тільки базові функції: зміна кольору нотатки, вставка зображення і додавання нових листів. В інтернет-версії Google Keep відсутня кнопка «Зберегти», тому що це відбувається автоматично після внесення змін.

### Версія для Android
Google Keep може бути встановлений тільки на пристрої з версією Android 4.0.3 (Ice Cream Sandwich) або з новішою.

### Версія для Chrome OS
Google Keep доступний для пристроїв з Chrome OS і для браузера Google Chrome. У цій версії є функції як створення і редагування нотаток оффлайн, так і додавання зображень.